# Групповой пазл (дидактика)
Групповой пазл, метод мозаики (нем. Gruppenpuzzle, англ. Jigsaw technique) — дидактический метод групповой работы, разработанный в 1971 году американским психологом Эллиотом Аронсоном. При использовании данного метода возникает позитивная зависимость учеников друг от друга, они учатся ответственности и работе в коллективе.

## Суть метода
Весь учебный класс, состоящий из {\displaystyle n} человек делится на {\displaystyle {\sqrt {n}}} групп. Каждая группа рассматривает определённую тему, однако каждый член группы берёт на себя лишь её определённый аспект, который изучается им наиболее интенсивно. Таким образом, в каждой группе существует лишь один «эксперт» по заданному аспекту проблемы. На этом этапе каждая группа получает общий поверхностный взгляд на проблему, а «эксперты» самостоятельно углубляются в определённые её аспекты.
Через заданное время первоначальные группы расформировываются и образуются новые, в которые объединяются «эксперты» по каждому из аспектов проблемы. На этом этапе происходит обмен мнениями экспертов, в результате чего их понимание вопроса углубляется, и устраняются возникшие на первом этапе изучения проблемы вопросы. В результате работы на данной фазе «эксперты» должны усвоить учебный материал на таком уровне, который позволил бы им осознанно и безошибочно передать содержание этого учебного материала другим учащимся, не посвящённым в данный конкретный аспект проблемы.
На третьем этапе «эксперты» возвращаются в свои первоначальные группы и передают полученные знания другим членам группы (которые не знакомы с данным аспектом проблемы, но являются «экспертами» по другому аспекту). На этом этапе учащиеся учатся внимательно слушать своих коллег, самостоятельно объяснять новый материал, задавать вопросы и отвечать на них.
На заключительном этапе учителем проверяется уровень усвоения всех аспектов проблемы каждым членом группы. Контроль может происходить в любой известной форме и обеспечивает добросовестность работы «экспертов».